# محوطه گوور طبقی
محوطه گوور طبقی مربوط به سده‌های میانه دوران‌های تاریخی پس از اسلام است و در شهرستان ماهنشان، بخش انگوران، دهستان قلعه جوق، روستای حمزه خان، بین دو روستای حمزه خان و خان کندی، ۱ کیلومتری غرب جاده خاکی واقع شده و این اثر در تاریخ ۲۷ بهمن ۱۳۸۷ با شمارهٔ ثبت ۲۴۵۹۵ به‌عنوان یکی از آثار ملی ایران به ثبت رسیده است.